# Эннис, Гарт
Гарт Эннис (англ. Garth Ennis, род. 16 января 1970, Холивуд, Даун) — североирландско-американский писатель комиксов, наиболее известный по серии Vertigo «Проповедник», девятилетней работе над франшизой Marvel Comics «Каратель» и серией «Пацаны».
Его работы получили признание в индустрии комиксов, включая номинации на премию Comics Buyer’s Guide в категории «Любимый сценарист» в 1997, 1998, 1999 и 2000 годах.

## Карьера
Эннис начал свою карьеру в комиксах в 1989 году с серии Мятежные души. Появившейся в недолговечной, но одобренный британскими критиками антологии Crisis: и с иллюстрациями Джона Маккрея, она рассказал историю молодого, аполитичного мужчины Протестанта, оказавшегося волей судьбы в суровых условиях насилия в 'Конфликте в Северной Ирландии'. Это породило сиквел Для немногих неприятностей больше, обширную комедию на базе Белфаста, в которой фигурировали два второстепенных персонажей из Мятежных душ, Дуги и Ивор, которые позже получат свою собственную американскую серию комиксов Дикс из Калибра в 1997 году, и несколько последующих от Аватара. Эннис позже критиковал свой дебютный альбом, который он описывает как «то, что делалось хорошо в то время. (…) Оглядываясь назад то, что действительно представляли собой Беспокойные души, было голой амбицией. Прямая попытка опубликоваться. И это была дорога, которая, казалось, скорее всего, приведет меня к успеху»
Еще одна серия для Crisis — «Истинная вера», религиозная сатира, вдохновленная его школьными днями, на этот раз нарисованная Уорреном Плеейем. Подобно двум рассказам о Конфликте в Северной Ирландии, они были собраны как графический роман в 1990 году, но религиозные протесты привели к тому, что он был быстро снят с продажи, по-видимому, по распоряжению издателя Роберта Максвелла. Позднее он был опубликован в 1997 году Vertigo.
Эннис вскоре после этого, начал писать для Crisis исходного издания, 2000 AD. Он быстро закончил за несколько лет историю главного героя, Судьи Дредда, перенятого от создателя Джона Вагнера. Самые известные истории Дредда включают Убийцу Мьюзека (стилистика популярной поп-музыки), Изумрудный Остров (юмористическая история разворачивающаяся в родной для Энниса Ирландии), и двадцать частей эпического Судного Дня. Эннис также внес свой вклад в сюрреалистичное Время летит (с художником Филиппом Бонде), связанное с парадоксами путешествия во времени и нацистами.
Первая работа Энниса вышла в 1991 году и завоевала титул в DC Comics, это был комикс Hellblazer который он писал до 1994 года. стал регулярным художником во второй половине работы Энниса. Созданное творческое партнерство продолжило работу над созданием Проповедника. С 1993 по 1995 год Эннис и Джон МакКрей работали над еще одним комиксом DC Демон Этриган, в ходе которого они представили супермощного контрактного убийцу Томми Монагана, также известного как Hitman, чья собственная серия позволила продолжить творческое партнерство, когда 'Демон Этриган' закончился. К концу начального хода Hellblazer Эннис и Диллон сотрудничали над одноразовым комиксом Heartland, изучая одного из второстепенных персонажей своей работы. Через несколько лет после ухода Эннис ненадолго вернулся к состоящей из пяти частей 'Истории о Сыне Человека' с художником Джоном Хиггинсом.
На сегодняшний день знаменательной работой Энниса является эпический Проповедник из 66 выпусков, который он создал совместно с художником Стивом Диллоном. Начиная с 1995 по 2000 год, это был рассказ о проповеднике со сверхъестественными способностями, который искал (буквально) Бога, который отказался от своего создания. Смешивая влияние западных фильмов и религиозных тем, он привлек внимание на Энниса из всех разделов СМИ; газета Guardian признала один из томов Проповедника книгой недели, а режиссер Кевин Смит назвал ее «большее удовольствие, чем поход в кино».
Пока Проповедник работал, Эннис начал серию, установленную во вселенной DC под названием Hitman. Несмотря на то, что он менее заметный, чем Проповедник, с 1996 по 2001 год Hitman получил 60 изданий (плюс экстренный выпуск), отдалившийся от насилия, чтобы показать юмор и мужскую дружбу под огнем.
Другие проекты над которыми работал Эннис за этот период, включают Богиню, Кровавую Мэри, Неизвестного солдата и Гордость и Радость, все для DC / Vertigo, а также рассказы о происхождении для Даркнесс для Image Comics и Человек-Тень для Valiant Comics.
Его работа завоевала ему большое признание в индустрии комиксов, в том числе номинации на премию Справочник для покупателей комиксов для любимого писателя в 1997, 1998, 1999 и 2000 годах. Эннис также известен тем, что ему не нравятся истории и персонажи супергерои — доминирующий стиль американской индустрии комиксов. Он предпочитает более «обоснованных» персонажей, таких как Каратель или Ник Фьюри. Заядлый читатель британских военных комиксов в годы его образования Эннис не читал комиксы супергероев до позднего подросткового возраста, и в этот момент он нашел их смешными. Он заявил: «Я нахожу, что большинство сюжетов про супергероев совершенно бессмысленны. Что не означает, что я не думаю, что нет потенциала для жанра. Алан Мур и Уоррен Эллис оба сделали интересную работу с понятием того, как это могло бы быть и думать за пределами человека, см. Чудотворец, Хранителии, Супербог. Но пока индустрия ориентирована на удовлетворение потребностей аудитории, то есть для тех же ярких персонажей, которые делают всегда одно и то же — вы никогда не увидите никакого реального роста. Истории не могут закончиться, поэтому они никогда ничего не будут значить». Как человек, который с энтузиазмом изучает историю Второй мировой войны, он обнаруживает, что такие герои, как Капитан Америка, оказывались «на грани оскорбительного, поскольку для меня реальностью Второй мировой войны были смертные люди, обычные парни из плоти и крови, которые выкарабкались в жалких, затопляемых окопах. Поэтому добавление немного фантастического повествования о супергероях, меня всегда немного раздражало». Хотя он написал несколько рассказов о супергероях, Эннис пытался «свергнуть» жанр так хорошо, как мог. Он, однако, любит Супермена, и Чудо-женщину. В 1995 году он выпускает одноразовый специальный комикс Каратель уничтожает Вселенную Марвел, где Эннис убивает каждого супергероя и суперзлодея на Земле.
После окончания Хитмана, Эннис был принят на работу в Marvel с обещанием от главного редактора Джо Кесады, что он мог бы писать Карателя так долго, как он хотел. Первоначальный 12 выпуск макси-серия была проиллюстрирована Стивом Диллоном, который также сделал 37-серий (иллюстрируя их и был писателем-соавтором, в то время как Эннис ненадолго ушел в отставку как писатель), соавторство было закончено только, когда Эннис решила сменить направление. Вместо того, чтобы в писать выпуски в комичном тоне, он решил сделать гораздо более серьезные серии, перезапущенные в Марвел MAX imprint. Эта работа вдохновила несколько ограниченных серий (например, Рождение и Барракуда) и короткометражки (Конец, Клетки, и Тигр). Создатель Каратель: Территория войны приписал работу Энниса PunisherMAX как одним из основных факторов, влияющих на фильм. В то же время в Марвел, Эннис также писал рассказы для Человек-Паук, Призрачный гонщик, Халк и Тор.
В 2001 году он ненадолго вернулся в Великобританию писать эпический комикс Helter Skelter для Судьи Дредда — этот сериал не может считаться успешным, сам Эннис говорл, что нет «никакой надежды», чтобы вернуться к написанию Дредда, так как он был вообще не в восторге от его работы. «Я слишком близко к Дредду, я люблю его слишком сильно. Я не могу вмешиваться в концепцию; и не могу обоссаться, как супергероями», — сказал он.
Другие комиксы написанные Эннисом включают Военная история (с различными художниками) для DC; The Pro для Image Comics; The Authority для Wildstorm; Just a Pilgrim для Black Bull Press, и 303, Chronicles of Wormwood (шесть выпусков мини-серии про Антихриста), и западный комикс, Streets of Glory для Avatar Press.
В 2002 году интервью с Эннисом было опубликовано в Writers on Comic Scriptwriting.
В 2006 году было объявлено, что Эннис будет писать снова и ему продлили серию под названием «Пацаны», первоначально опубликованный в Wildstorm. После шести серий, «Пацаны» были отменены Wildstorm. Эннис позже объяснил, что это было связано с издательством DC (из которых Wildstorm был вытеснен, прежде чем он был расформирован) складывались непросто с Анти-супергеройским тоном работы. Серия была подхвачена Dynamite Entertainment. «Пацаны» были проиллюстрированы Дариком Робертсоном, который ранее работал с Эннисом на Marvel в серии Фурия: Миротворец и Каратель: Рождение. «Пацаны» состоят 72 выпусков, и окончились в 2012 году.

## Личная жизнь
Эннис — решительный атеист. Он с энтузиазмом изучает историю Второй мировой войны.

### DC Comics
- The Demon[англ.] v3 #40, 42-51, 0, 52-58, Annual #2 (with John McCrea, Nigel Dobbyn and Peter Snejbjerg, 1993—1995)
- Хитмэн (DC Comics)[англ.]:
  - A Rage in Arkham (tpb, 144 pages, 2009, ISBN 1-56389-314-2) collects:
    - «Untitled» (with John McCrea, in The Demon Annual #2, 1993)
    - «Hitman» (with John McCrea, in Batman Chronicles #4, 1996)
    - «A Rage in Arkham» (with John McCrea, in #1-3, 1996)

  - Ten Thousand Bullets (tpb, 176 pages, 2010, ISBN 1-4012-1842-3) collects:
    - «Ten Thousand Bullets» (with John McCrea, in #4-7, 1996)
    - «The Night the Lights Went Out» (with John McCrea, in #8, 1996)
    - «A Coffin Full of Dollars» (with Carlos Ezquerra and Steve Pugh, in Annual #1, 1996)

  - Local Heroes (tpb, 144 pages, 2010, ISBN 1-4012-2893-3) collects:
    - «Local Heroes» (with John McCrea, in #9-12, 1996—1997)
    - «Zombie Night at the Gotham Aquarium» (with John McCrea, in #13-14, 1997)

  - Ace of Killers (tpb, 192 pages, 2011, ISBN 1-4012-3004-0) collects:
    - «Ace of Killers» (with John McCrea, in #15-20, 1997)
    - «Kiss Me» (with Steve Pugh, in #21, 1997)
    - «The Santa Contract» (with John McCrea, in #22, 1998)

  - Tommy’s Heroes (tpb, 352 pages, 2011, ISBN 1-4012-3118-7) collects:
    - «Who Dares Wins» (with John McCrea, in #23-27, 1998)
    - «Door into the Dark» (with John McCrea, in #28, 1998)
    - «Tommy’s Heroes» (with John McCrea, in #29-33, 1998—1999)
    - «To Hell with the Future» (with John McCrea, in #1,000,000, 1998)
    - «Of Thee I Sing» (with John McCrea, in #34, 1999)
    - «Katie» (with John McCrea, in #35-36, 1999)

  - For Tomorrow (tpb, 336 pages, 2012, ISBN 1-4012-3282-5) collects:
    - «Dead Man’s Land» (with John McCrea, in #37-38, 1999)
    - «For Tomorrow» (with John McCrea, in #39-42, 1999)
    - «The Morning After, The Night Before» (with John McCrea, in #43, 1999)
    - «Fresh Meat» (with John McCrea, in #44-46, 1999—2000)
    - «The Old Dog» (with John McCrea, in #47-50, 2000)

  - Closing Time (tpb, 384 pages, 2012, ISBN 1-4012-3400-3) collects:
    - «Super Guy» (with John McCrea, in #51-52, 2000)
    - «Closing Time» (with John McCrea, in #53-60, 2000—2001)
    - «How to Be a Super-Hero!» (with Nelson DeCastro, in Superman 80-Page Giant #1, 1999)

  - Hitman/Lobo: That Stupid Bastich! (with Doug Mahnke, one-shot, 2000)
  - JLA/Hitman #1-2 (with John McCrea, 2007)
- Loaded (with Greg Staples, one-shot, Interplay Productions, 1995)[1]
- Bloody Mary (tpb, 192 pages, 2005, ISBN 1-4012-0725-1) collects:
  - Bloody Mary #1-4 (with Carlos Ezquerra, Helix, 1996)
  - Bloody Mary: Lady Liberty #1-4 (with Carlos Ezquerra, Helix, 1997)
- Batman: Legends of the Dark Knight[англ.] #91-93: «Freakout» (with Will Simpson, 1997)
- Enemy Ace: War in Heaven #1-2 (with Chris Weston and Russ Heath, 2001) collected as EA:WiH (tpb, 128 pages, 2003, ISBN 1-56389-982-5)
- All-Star Section 8 #1-6 (with John McCrea, 2015) collected as ASS8 (tpb, 2016, ISBN 1-40126-326-7)

#### Vertigo
- Hellblazer:
  - Dangerous Habits (tpb, 160 pages, 1994, ISBN 1-56389-150-6) collects:
    - «Dangerous Habits» (with Will Simpson, in #41-46, 1991)

  - Bloodlines (tpb, 296 pages, 2007, ISBN 1-4012-1514-9) collects:
    - «The Pub Where I Was Born» (with Will Simpson, in #47, 1991)
    - «Love Kills» (with Mike Hoffman, in #48, 1991)
    - «Lord of the Dance» (with Steve Dillon, in #48, 1992)
    - «Remarkable Lives» (with Will Simpson, in #50, 1992)
    - «Royal Blood» (with Will Simpson, in #52-55, 1992)
    - «This is the Diary of Danny Drake» (with David Lloyd, in #56, 1992)
    - «Guys and Dolls» (with Will Simpson, in #59-61, 1992—1993)
    - «Mortal Clay» (with Steve Dillon, in #57, 1992)
    - «Body and Soul» (with Steve Dillon, in #58, 1992)

  - Fear and Loathing (tpb, 160 pages, 1997, ISBN 1-56389-202-2) collects:
    - «End of the Line» (with Steve Dillon, in #62, 1993)
    - «Forty» (with Steve Dillon, in #63, 1993)
    - «Fear and Loathing» (with Steve Dillon, in #64-66, 1993)
    - «End of the Line» (with Steve Dillon, in #67, 1993)

  - Tainted Love (tpb, 176 pages, 1998, ISBN 1-56389-456-4) collects:
    - Hellblazer Special: «Confessional» (with Steve Dillon, one-shot, 1993)
    - «Down All the Days» (with Steve Dillon, in #68, 1993)
    - «Rough Trade» (with Steve Dillon, in #69, 1993)
    - «Heartland» (with Steve Dillon, in #70, 1993)
    - «Finest Hour» (with Steve Dillon, in #71, 1993)
    - Vertigo Jam: «Tained Love» (with Steve Dillon, one-shot, 1993)

  - Damnation’s Flame (tpb, 176 pages, 1999, ISBN 1-56389-508-0) collects:
    - «Damnation’s Flame» (with Steve Dillon, in #72-75, 1993—1994)
    - «Confessions of an Irish Rebel» (with Steve Dillon, in #76, 1994)
    - «And the Crowd Goes Wild» (with Peter Snejbjerg, in #77, 1994)

  - Rake at the Gates of Hell (tpb, 224 pages, 2003, ISBN 1-4012-0002-8) collects:
    - «Rake at the Gates of Hell» (with Steve Dillon, in #78-83, 1994)
    - Heartland (with Steve Dillon, one-shot, 1997)

  - Son of Man (tpb, 128 pages, 2004, ISBN 1-4012-0202-0) collects:
    - «Son of Man» (with John Higgins, in #129-133, 1998)

  - «All Those Little Girls and Boys» (with Glyn Dillon, in Vertigo: Winter’s Edge #2, 1999)
- Preacher:
  - Book One (hc, 352 pages, 2009, ISBN 1-4012-2279-X) collects:
    - «Gone to Texas» (with Steve Dillon, in #1-7, 1995)
    - «Until the End of the World» (with Steve Dillon, in #8-12, 1995—1996)

  - Book Two (hc, 368 pages, 2010, ISBN 1-4012-2579-9) collects:
    - «Hunters» (with Steve Dillon, in #13-17, 1996)
    - «Proud Americans» (with Steve Dillon, in #18-26, 1996—1997)

  - Book Three (hc, 352 pages, 2010, ISBN 1-4012-3016-4) collects:
    - «Dixie Fried» (with Steve Dillon, in #27-33, 1997—1998)
    - Preacher Special: Saint of Killers #1-4 (with Steve Pugh, 1996)
    - Cassidy: Blood and Whiskey (with Steve Dillon, one-shot, 1998)

  - Book Four (hc, 368 pages, 2011, ISBN 1-4012-3093-8) collects:
    - The Story of You-Know-Who (with Richard Case, one-shot, 1996)
    - «War in the Sun» (with Steve Dillon, in #34-40, 1997—1998)
    - The Good Old Boys (with Carlos Ezquerra, one-shot, 1997)
    - One Man’s War (with Peter Snejbjerg, one-shot, 1998)

  - Book Five (hc, 368 pages, 2011, ISBN 1-4012-3250-7) collects:
    - «Salvation» (with Steve Dillon, in #41-50, 1998—1999)
    - «Even Hitgirls Get the Blues» (with Steve Dillon, in #51-54, 1999)

  - Book Six (hc, 384 pages, 2012, ISBN 1-4012-3415-1) collects:
    - «All Hell’s A-Coming» (with Steve Dillon, in #55-58, 1999—2000)
    - Tall in the Saddle (with Steve Dillon, one-shot, 2000)
    - «Alamo» (with Steve Dillon, in #59-66, 2000)
- Goddess #1-8 (with Phil Winslade, 1995) collected as Goddess (tpb, 256 pages, 2002, ISBN 1-56389-735-0)
- Unknown Soldier #1-4 (with Killian Plunkett, 1997) collected Unknown Soldier (tpb, 112 pages, 1998, ISBN 1-56389-422-X)
- Pride and Joy #1-4 (with John Higgins, 1997) collected as Pride and Joy (tpb, 104 pages, 2004, ISBN 1-4012-0190-3)
- Flinch #3: «Satanic» (with Kieron Dwyer, 1999)
- Weird War Tales Special: «Nosh and Barry and Eddie and Joe» (with Jim Lee, 2000)
- Adventures in the Rifle Brigade (tpb, 144 pages, 2005, ISBN 1-4012-0353-1) collects:
  - Adventures in the Rifle Brigade #1-3 (with Carlos Ezquerra, 2000)
  - Adventures in the Rifle Brigade: Operation Bollock #1-3 (with Carlos Ezquerra, 2001)
- War Stories:
  - Volume 1 (tpb, 240 pages, 2004, ISBN 1-84023-912-3) collects:
    - War Story: Johann’s Tiger (with Chris Weston, one-shot, 2001)
    - War Story: D-Day Dodgers (with John Higgns, one-shot, 2001)
    - War Story: Screaming Eagles (with Dave Gibbons, one-shot, 2002)
    - War Story: Nightingale (with David Lloyd, one-shot, 2002)

  - Volume 2 (tpb, 240 pages, 2006, ISBN 1-4012-1039-2) collects:
    - War Story: The Reivers (with Cam Kennedy, one-shot, 2003)
    - War Story: J for Jenny (with David Lloyd, one-shot, 2003)
    - War Story: Condors (with Carlos Ezquerra, one-shot, 2003)
    - War Story: Archangel (with Gary Erskine, one-shot, 2003)

#### Wildstorm
- Kev Hawkins:
  - The Authority[англ.]: Kev (tpb, 144 pages, 2005, ISBN 1-4012-0614-X) collects:
    - The Authority: Kev (with Glenn Fabry, 2002)
    - The Authority: More Kev #1-4 (with Glenn Fabry, 2004)

  - The Authority: The Magnificent Kevin #1-5 (with Carlos Ezquerra, 2005—2006) collected as TA:TMK (tpb, 112 pages, 2006, ISBN 1-4012-0990-4)
  - A Man Called Kev #1-5 (with Carlos Ezquerra, 2006—2007) collected as A Man Called Kev (tpb, 112 pages, 2007, ISBN 1-4012-1324-3)
- Battler Britton #1-5 (with Colin Wilson, 2006—2007) collected as Battler Britton: Bloody Good Snow (tpb, 120 pages, 2007, ISBN 1-4012-1378-2)
- The Boys[англ.] #1-6 (with Darick Robertson, 2006—2007) и The Boys: The Name of the Game (tpb, 152 pages, 2008, ISBN 1-933305-73-8)
- Midnighter #1-6 (with Chris Sprouse and Glenn Fabry, 2007) collected as Midnighter: Killing Machine (tpb, 144 pages, 2007, ISBN 1-4012-1477-0)

### Marvel Comics
- Каратель:
  - The Punisher by Garth Ennis Omnibus (hc, 1136 pages, 2008, ISBN 0-7851-3383-6) collects:
    - Punisher Kills the Marvel Universe (with Doug Braithwaite, one-shot, 1995)
    - The Punisher vol. 3 #1-12: «Welcome Back, Frank» (with Steve Dillon, 2000—2001)
    - The Punisher vol. 4:
      - «Army of One» (with Steve Dillon, in #1-5, 2001)
      - «Do Not Fall in New York City» (with Steve Dillon, in #6, 2002)
      - «Business as Usual» (with Steve Dillon, in #13-14, 2002)
      - «The Exclusive» (with Darick Robertson, in #15, 2002)
      - «Vertical Challenge» (with Darick Robertson, in #16-17, 2002)
      - «Downtown» (with Steve Dillon, in #18, 2002)
      - «Of Mice and Men» (with Steve Dillon, in #19, 2003)
      - «Brotherhood» (with Steve Dillon, in #20-22, 2003)
      - «Squid» (with Steve Dillon, in #23, 2003)
      - «Hidden» (with Tom Mandrake, in #24-26, 2003)
      - «Elektra» (with Tom Mandrake, in #27, 2003)
      - «Streets of Laredo» (with Cam Kennedy, in #28-31, 2003)
      - «Soap» (with Steve Dillon, in #32, 2003)
      - «Confederacy of Dunces» (with John McCrea, in #33-37, 2003—2004)

    - Marvel Knights[англ.] Double Shot #1: «Roots» (with Joe Quesada, 2002)

  - The Punisher/Painkiller Jane: «Lovesick» (with Joe Jusko and Dave Ross, one-shot, 2001)
  - Punisher MAX:
    - Born #1-4 (with Darick Robertson, 2003) collected as Punisher MAX: Born (hc, 112 pages, 2004, ISBN 0-7851-1231-6; tpb, 2007, ISBN 0-7851-1025-9)
    - Punisher v5:
      - Volume 1 (hc, 304 pages, 2005, ISBN 0-7851-1840-3) collects:
        - «In the Beginning» (with Lewis LaRosa, in #1-6, 2004)
        - «Kitchen Irish» (with Leandro Fernández, in #7-12, 2004)

      - Volume 2 (hc, 296 pages, 2006, ISBN 0-7851-2022-X) collects:
        - «Mother Russia» (with Doug Braithwaite, in #13-18, 2005)
        - «Up is Down and Black is White» (with Leandro Fernández, in #19-24, 2005)

      - Volume 3 (hc, 296 pages, 2007, ISBN 0-7851-1981-7) collects:
        - «The Slavers» (with Leandro Fernández, in #25-30, 2005—2006)
        - «Barracuda» (with Goran Parlov, in #31-36, 2006)

      - Volume 4 (hc, 312 pages, 2008, ISBN 0-7851-2867-0) collects:
        - «Man of Stone» (with Leandro Fernández, in #37-42, 2006—2007)
        - «Widowmaker» (with Lan Medina, in #43-49, 2007)

      - Volume 5 (hc, 280 pages, 2009, ISBN 0-7851-3782-3) collects:
        - «Long Cold Dark» (with Howard Chaykin and Goran Parlov, in #50-54, 2007—2008)
        - «Valley Forge, Valley Forge» (with Goran Parlov, in #55-60, 2008)

    - From First to Last (hc, 152 pages, 2006, ISBN 0-7851-2276-1; tpb, 2007, ISBN 0-7851-1715-6) collects:
      - The End (with Richard Corben, one-shot, 2004)
      - The Cell (with Lewis LaRosa, one-shot, 2005)
      - The Tyger (with John Severin, one-shot, 2006)

    - Barracuda #1-5 (with Goran Parlov, 2007) collected as Punisher MAX Presents: Barracuda (tpb, 120 pages, 2007, ISBN 0-7851-2465-9)

  - The Punisher: Countdown (with Steve Dillon, 2004)[2]
  - The Punisher: War Zone v2 #1-6 (with Steve Dillon, 2009) collected as The Punisher: War Zone — The Resurrection of Ma Gnucci (hc, 144 pages, 2009, ISBN 0-7851-3822-6; tpb, 2009, ISBN 0-7851-3260-0)
- Hulk Smash! #1-2 (with John McCrea, 2001) collected in Hulk: Dead Like Me (tpb, 144 pages, 2004, ISBN 0-7851-1399-1)
- Spider-Man's Tangled Web #1-3: «The Coming of the Thousand» (with John McCrea, 2001) collected in Volume 1 (tpb, 144 pages, 2002, ISBN 0-7851-0803-3)
- Ник Фьюри:
  - Fury #1-6 (with Darick Robertson, MAX, 2001) collected as Fury (tpb, 144 pages, 2002, ISBN 0-7851-0878-5)
  - Fury: Peacemaker #1-6 (with Darick Robertson, 2001) collected as Fury: Peacemaker (tpb, 144 pages, 2006, ISBN 0-7851-1769-5)
  - Fury MAX #1-13 (with Goran Parlov, 2012—2013)
- Thor: Vikings[англ.] #1-5 (with Glenn Fabry, MAX, 2003—2004) collected as Thor: Vikings (tpb, 128 pages, 2004, ISBN 0-7851-1175-1)
- Призрачный гонщик (with Clayton Crain):
  - Ghost Rider: Road to Damnation #1-6 (2005—2006) collected as Road to Damnation (hc, 144 pages, 2006, ISBN 0-7851-1592-7; tpb, 2007, ISBN 0-7851-2122-6)
  - Ghost Rider: Trail of Tears #1-6 (2007) collected as Trail of Tears (hc, 144 pages, 2007, ISBN 0-7851-2003-3; tpb, 2008, ISBN 0-7851-2004-1)
- Phantom Eagle:
  - War is Hell: The First Flight of the Phantom Eagle #1-5 (with Howard Chaykin, MAX, 2008) collected as War is Hell: The First Flight of the Phantom Eagle (hc, 120 pages, 2008, ISBN 0-7851-1643-5; tpb, 2009, ISBN 0-7851-3224-4)
  - Where Monsters Dwell #1-5 (with Russ Heath, 2015) collected as Where Monsters Dwell: The Phantom Eagles Flies the Savage Skies (Secret Wars: Warzones!) (tpb, 112 pages, 2016, ISBN 0-7851-9892-X)

### Avatar Press
- Garth Ennis' Dicks (with John McCrea):
  - Bigger Dicks #1-4 (2002) collected as Dicks (tpb, 176 pages, 2003, ISBN 1-59291-004-1)
  - Dicks 2 #1-4 (2002)
  - X-Mas Special (one-shot, 2003)
  - Winter Special (one-shot, 2005)
  - Dicks (2012) collected as:
    - Volume 1 (collects #1-5, tpb, 176 pages, 2012, ISBN 1-5929-1173-0)
    - Volume 2 (collects #6-10, tpb, 176 pages, 2013, ISBN 1-5929-1190-0)

  - Dicks: End of Time #1-6 (2014)
- 303 #1-6 (with Jacen Burrows, 2004—2005) collected as 303 (tpb, 144 pages, 2007, ISBN 1-59291-037-8)
- Chronicles of Wormwood:
  - Chronicles of Wormwood #1-6 (with Jacen Burrows, 2006—2007) collected as Volume 1 (tpb, 144 paes, 2007, ISBN 1-59291-041-6)
  - The Last Enemy (with Rob Steen, graphic novel, tpb, 48 pages, 2007, ISBN 1-59291-043-2)
  - The Last Battle #1-6 (with Oscar Jimenez, 2009—2011) collected as Volume 2 (tpb, 160 pages, 2011, ISBN 1-59291-103-X)
- Streets of Glory #1-6 (with Mike Wolfer, 2007) collected as Streets of Glory (hc, 160 pages, 2009, ISBN 1-59291-065-3; tpb, 2009, ISBN 1-59291-064-5)
- Crossed (with Jacen Burrows):
  - Crossed #0-9 (2008—2010) collected as Volume 1 (hc, 240 pages, 2010, ISBN 1-59291-091-2; tpb, 2010, ISBN 1-59291-090-4)
  - Crossed: Badlands #1-3 (2012) collected in Volume 4 (hc, 240 pages, 2012, ISBN 1-59291-175-7; tpb, 2012, ISBN 1-59291-174-9)
  - Crossed: Badlands #25-28 (2013) collected in Volume 6
  - Crossed: Badlands #50-56 (2014) collected in Volume 10 (tpb, 176 pages, 2014, ISBN 1-59291-242-7
  - Crossed: Dead or Alive #1-12 (web comic, 2014—2015)
- Stitched #1-7 (with Mike Wolfer, 2012) collected as Stitched (hc, 176 pages, 2012, ISBN 1-5929-1181-1; tpb, 2012, ISBN 1-5929-1180-3)
- Rover Red Charlie #1-6 (with Michael Dipascale, 2013) collected as Rover Red Charlie Volume 1 (tpb, 160 pages, 2014, ISBN 1-5929-1239-7)
- Caliban #1-7 (with Facundo Percio, 2014) collected as Caliban (tpb, 176 pages, 2014, ISBN 1-5929-1250-8)
- War Stories:
  - Volume 2 #1- (ongoing, continuation of Vertigo series)
  - Volume 3 (tpb, 224 pages, 2016, ISBN 1-5929-1272-9) collects:
    - «Castles in the Sky» (in #1-3, with Matt Martin, 2014)
    - «Children of Israel» (in #4-6, with Tomas Aria, 2015)
    - «The Last German Winter» (in #7-9, with Tomas Aria, 2015)

  - Volume 4 (tpb, 144 pages, 2016, ISBN 15929-1277-X) collects:
    - «Our Wild Geese Go» (in #10-12, with Tomas Aria, 2015)
    - «Tokyo Club» (in #13-15, with Tomas Aria, 2015)
    - «Send a Gunboat» (in #16-18, with Tomas Aria, 2015—2016)
- Code Pru #1 (With Raulo Caceres, 2015)

### Dynamite Entertainment
- The Boys[англ.]:
  - Volume 1 (hc, 368 pages, 2008, ISBN 1-9333-0580-0) collects:
    - «The Name of the Game» (with Darick Robertson, in #1-2, 2006)
    - «Cherry» (with Darick Robertson, in #3-6, 2006—2007)
    - «Get Some» (with Darick Robertson, in #7-9, 2007)
    - «Glorious Five Year Plan» (with Darick Robertson, in #10-14, 2007—2008)

  - Volume 2 (hc, 368 pages, 2009, ISBN 1-6069-0073-0) collects:
    - «Good for the Soul» (with Darick Robertson, in #15-18, 2008)
    - «I Tell You No Lie, G.I.» (with Darick Robertson, in #19-22, 2008)
    - «We Gotta Go Now» (with Darick Robertson and John Higgins, in #23-29, 2008—2009)
    - «Rodeo Fuck» (with Darick Robertson, in #30, 2009)

  - Volume 3 (hc, 368 pages, 2011, ISBN 1-6069-0165-6) collects:
    - Herogasm #1-6 (with Keith Burns and John McCrea, 2009)
    - «The Self-Preservation Society» (with Carlos Ezquerra and John McCrea, in #31-34, 2009)
    - «Nothing Like It in the World» (with Darick Robertson, in #35-36, 2009—2010)
    - «La Plume De Ma Tante Est Sur La Table» (with Darick Robertson, in #37, 2010)
    - «The Instant White-Hot Wild» (with Darick Robertson, in #38, 2010)

  - Volume 4 (hc, 400 pages, 2012, ISBN 1-6069-0340-3) collects:
    - «What I Know» (with Keith Burns and John McCrea, in #39, 2010)
    - «The Innocents» (with Darick Robertson, in #40-43, 2010)
    - «Believe» (with Russell Braun, in #44-47, 2010)
    - Highland Laddie #1-6 (with Keith Burns and John McCrea, 2010—2011)

  - Volume 5 (hc, 430 pages, 2013, ISBN 1-6069-0412-4) collects:
    - «Proper Preparation and Planning» (with Russell Braun, in #48-51, 2010—2011)
    - «Barbary Coast» (with Keith Burns and John McCrea, in #52-55, 2011)
    - «The Big Ride» (with Russell Braun, in #56-59, 2011)
    - Butcher, Baker, Candlestick Maker #1-6 (with Darick Robertson, 2011)

  - Volume 6 (hc, 368 pages, 2013) collects:
    - «Over the Hill with the Swords of a Thousand Men» (with Russell Braun, in #60-65, 2011—2012)
    - «The Bloody Doors Off» (with Russell Braun, in #66-71, 2012)
    - «You Found Me» (with Darick Robertson, in #72, 2012)
- Battlefields:
  - The Complete Garth Ennis' Battlefields Volume 1 (hc, 268 pages, 2009, ISBN 1-60690-079-X) collects:
    - Night Witches #1-3 (with Russell Braun, 2008)
    - Dear Billy #1-3 (with Peter Snejbjerg, 2009)
    - The Tankies #1-3 (with Carlos Ezquerra, 2009)

  - The Complete Garth Ennis' Battlefields Volume 2 (hc, 200 pages, 2011, ISBN 1-60690-222-9) collects:
    - «Happy Valley» (with P.J. Holden, in #1-3, 2009—2010)
    - «The Firefly and His Majesty» (with Carlos Ezquerra, in #4-6, 2010)
    - «Motherland» (with Russell Braun, in #7-9, 2010)

  - The Complete Garth Ennis' Battlefields Volume 3 (hc, 144 pages, 2014, ISBN 1-6069-0474-4) collects:
    - «The Green Fields Beyond» (with Carlos Ezquerra, in #1-3, 2012—2013)
    - «The Fall and Rise of Anna Kharkova» (with Russell Braun, in #4-6, 2013)
- Jennifer Blood #1-6 (with Adriano Batista, Marcos Marz and Kewber Baal, 2011) collected as Garth Ennis' Jennifer Blood: A Woman’s Work is Never Done (tpb, 144 pages, 2012, ISBN 1-60690-261-X)
- The Shadow #1-6 (with Aaron Campbell, 2012) collected as The Shadow: Fire of Creation (tpb, 144 pages, 2012, ISBN 1-6069-0361-6)
- Red Team #1-7 (with Craig Cermak, 2013—2014) collected as Garth Ennis' Red Team Volume 1 (tpb, 152 pages, 2014, ISBN 1-6069-0443-4)
- A Train Called Love #1-10 (with Marc Dos Santos, 2015—2016)
- Just a Pilgrim collects (hc, 200 pages, 2008, ISBN 1-60690-003-X; tpb, 2009, ISBN 1-60690-007-2)

### Image Comics
- The Pro[англ.] (with Amanda Conner, graphic novel, tpb, 58 pages, 2002, ISBN 1-58240-275-2)
- Back to Brooklyn #1-5 (with Jimmy Palmiotti and Mihailio Vukelic, 2008) collected as Back to Brooklyn (tpb, 128 pages, 2009, ISBN 1-60706-060-4)
- CBLDF Presents: Liberty Comics:
  - «The Boys» (with Darick Robertson, in #1, 2008)
  - «The Comic That Got the Legend Fired» (with Rob Steen, in Annual '10, 2010)

Top Cow
- Medieval Spawn/Witchblade[англ.] #1-3 (with Brandon Peterson, 1996) collected as MS/WB (tpb, 96 pages, 1997, ISBN 1-887279-44-X)
- The Darkness (with Marc Silvestri, Malachy Coney, Joe Benitez and others, 1996—1998) collected as:
  - Coming of Age (collects #1-6, tpb, 176 pages, 2001, ISBN 1-58240-032-6)
  - Heart of Darkness (collects #11-14, tpb, 144 pages, 2001, ISBN 1-58240-205-1)

### Dark Horse Comics
- Star Wars Tales vol. 3 (tpb, 232 pages, 2003, ISBN 1-56971-836-9) includes:
  - «Trooper» (with John McCrea, in #10, 2001)
  - «In the Beginning» (with Amanda Conner, in #11, 2002)

### Другие издательства
- Tales of Midnight: «Such a Perfect Day» (with Dave Gibbons, Blue Silver, 1999)
- The Worm: The Longest Comic Strip in the World: «In the End There Was the Worm Again» (with Alan Moore and «a galaxy of greats», graphic novel, tpb, 64 pages, Slab-O-Concrete, 1999, ISBN 1-899866-37-X)

Caliber Comics
- Dicks #1-4 (with John McCrea, Caliber, 1997)

Atomeka Press
- A1 #6A: «And They Never Get Drunk but Stay Sober» (with Steve Dillon, Atomeka, 1992)

Event Comics
- Painkiller Jane vs. the Darkness: Stripper (with Amanda Conner, one-shot, 1997)

Valiant Comics
- Shadowman #1-4: «Deadside» (with Ashley Wood, Acclaim, 1997)

Bongo Comics
- Bart Simpson’s Treehouse of Horror #7: «In Springfield, No-One Can Hear You Scream» (with John McCrea, Bongo, 2001) collected in Treehouse of Horror: Fun-Filled Frightfest (tpb, 128 pages, HarperCollins, 2003, ISBN 0-06-056070-3)

Virgin Comics
- 7 Brothers #1-5 (with John Woo and Jeevan Kang, 2006) collected as JW7B: Sons of Heaven, Son of Hell (tpb, 144 pages, 2007, ISBN 1934413-02-X)
- Dan Dare #1-7 (with Gary Erskine, 2007—2008) collected as DD Omnibus (hc, 208 pages, 2009, ISBN 1-60690-054-4; tpb, 2009, ISBN 1-60690-040-4)

#### Titan Comics
- Johnny Red #1-8 (with Keith Burns, 2015—2016)

#### Black Bull Comics
- Just a Pilgrim #1-5 (with Carlos Ezquerra, Black Bull, 2001)
- Just a Pilgrim: Garden of Eden #1-4 (with Carlos Ezquerra, Black Bull, 2002)

#### Electricomics app
- Red Horse (with Frank Victoria, digital Electricomics app)

#### AfterShock Comics
- A Walk Through Hell #1-12 (2018—2019)